# Parmelinopsis bonariensis
Parmelinopsis bonariensis är en lavart som beskrevs av Adler & Elix. Parmelinopsis bonariensis ingår i släktet Parmelinopsis och familjen Parmeliaceae.   Inga underarter finns listade i Catalogue of Life.